# Miguel Herz-Kestranek

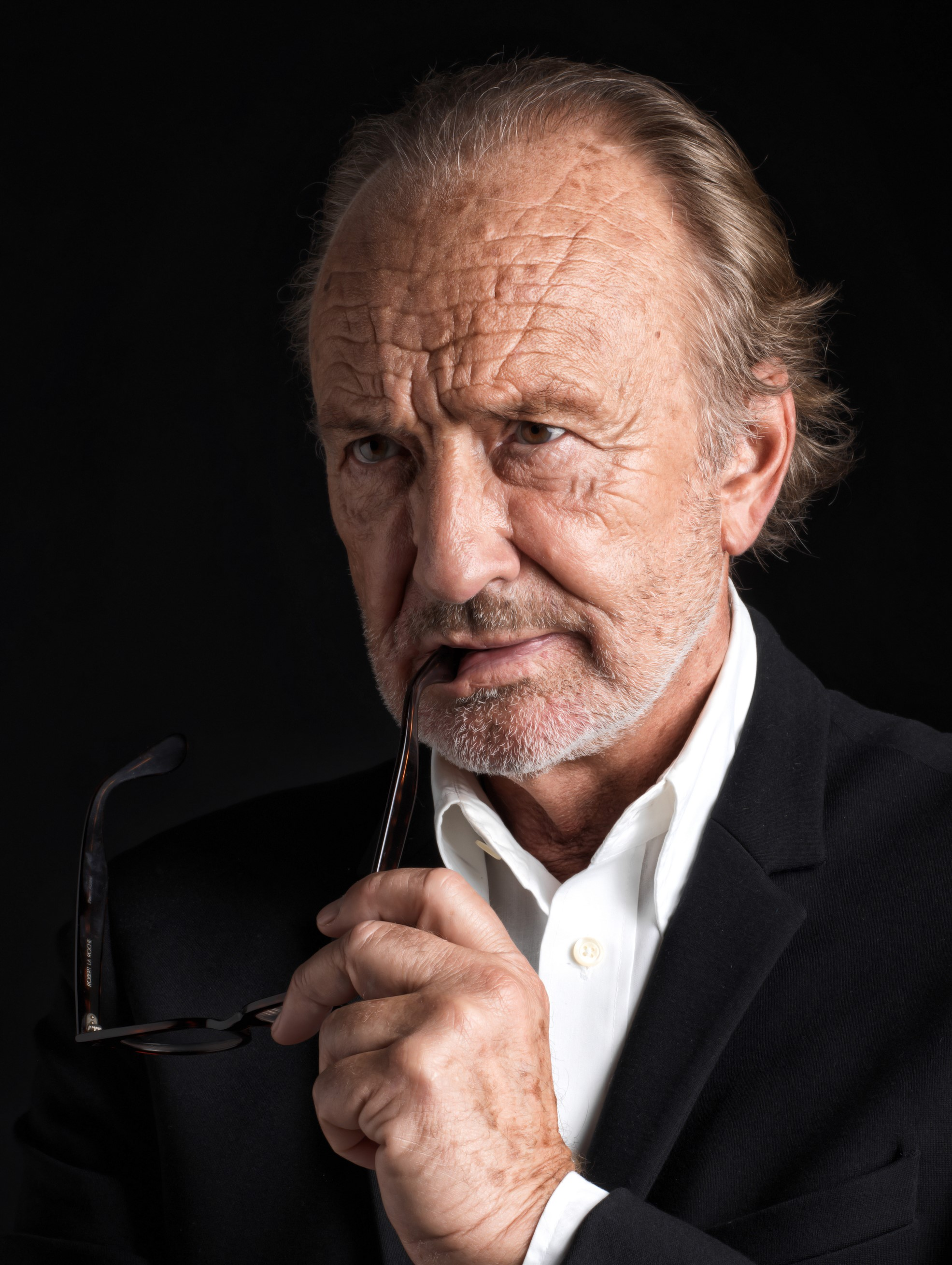
Miguel Herz-Kestranek (2018)

Miguel Herz-Kestranek (* 3. April 1948 in St. Gallen, Schweiz) ist ein österreichischer Schauspieler und Autor.

## Leben
Herz-Kestranek ist Sohn der dem ehemaligen Wiener jüdischen Großbürgertum entstammenden Industriellen- und Künstlerfamilie Herz-Kestranek. Großvater Eugen Herz und Großonkel Wilhelm Kestranek nahmen führende Stellungen in der österreichischen Wirtschaft ein. In der Familie gab es Schriftsteller, Schauspieler, Maler, Philosophen (Hans Kestranek), Schauspiel- und Sprechlehrer (Zdenko Kestranek, Max Reinhardt Seminar), Opernsänger, sowie den k. u. k. General Paul Kestranek oder den Bischof und ungarischen Historiker Vilmos Fraknói. Mütterlicherseits stammt Miguel Herz-Kestranek aus einer jüdischen Kölner Kaufmannsfamilie mit Namen Rothschild. Seinen Vornamen „Miguel“ verdankt Herz-Kestranek der Emigration seiner jüdischen Eltern, die einander 1945 im Exil in Montevideo kennen gelernt hatten. Sein Doppelname entstand durch die Adoption des Vaters durch dessen Onkel. In den Anfangsjahren des Nazi-Terrors wurde dem väterlichen „Herz“ das großmutterseitige Kestranek hinzugefügt, um das jüdische Herz mit einem vermeintlich tschechischen „Kestranek“ zu „neutralisieren“. Emigration und Ermordung im Konzentrationslager blieben der Familie nicht erspart.
Miguel Herz-Kestranek wurde in St. Gallen in der Schweiz geboren und besuchte die Volksschule in Sankt Gilgen am Wolfgangsee, in Bonn und in Salzburg. In der vierten Klasse des humanistischen Gymnasiums musste der „notorische Durchfaller und Herausgeschmissenwerder“ (Eigendefinition) ins oberösterreichische Ried im Innkreis wechseln, wo er 1968 mit der Matura abschloss. Nach einem Jahr als Gasthörer an der Schauspielabteilung des Salzburger Mozarteums besuchte Herz-Kestranek das Wiener Max Reinhardt Seminar, das er mit dem Diplom abschloss.
In einer jüdischen Familie geboren und christlich aufgewachsen, hat sich Miguel Herz-Kestranek durch seine Freundschaft mit dem in Wien lebenden buddhistischen Mönch Banthe Seelawansa Thero selbst als „jüdischen Buddh-Christen“ bezeichnet.
Miguel Herz-Kestranek ist in erster Ehe seit September 2016 mit Miriam verheiratet und hat aus einer früheren Beziehung mit der österreichischen Schauspielerin Dorothea Parton die 1971 geborene Tochter Theresa, die als alternative Hundetrainerin in Niederösterreich eine Hundepension mit dem Namen Hundeglück führt.
Am See aufgewachsen, ist Miguel Herz-Kestranek ein leidenschaftlicher Segler und gründete in den 1980er-Jahren die ehemalige österreichische O-Jollen-Vereinigung neu. Neben vielen Regatten segelte er auch bei der Europameisterschaft der O-Jollen 2005 auf dem Wolfgangsee mit. Bereits 1984 stiftete er einen nach ihm benannten Preis.
Miguel Herz-Kestranek lebt zurückgezogen abwechselnd in Wien und am Wolfgangsee.

## Werdegang
1971 begann der „Vielseitigkeitskünstler“ Herz-Kestranek seine Bühnentätigkeit mit einer Gastrolle am Wiener Volkstheater und absolvierte sein Elevenjahr am Wiener Burgtheater unter der Direktion Gerhard Klingenbergs. Dann wechselte er ans Grazer Schauspielhaus (Direktion Rudolf Kautek). Nach eineinhalb Jahren ging er zurück nach Wien – ohne Engagement. Er bekam eine Hauptrolle im Wiener Konzerthaus-Kellertheater, das zu dieser Zeit zum Wiener Theater in der Josefstadt gehörte. Mit ihm spielten Karlheinz Hackl, Rudolf Jusits, Ludwig Hirsch und Hans Holt. Er wurde daraufhin fest ans Theater in der Josefstadt engagiert (Direktion Haeussermann/Stoß) und blieb dort für sechs Spielzeiten im Engagement, bis 1979 sein Vertrag nicht mehr verlängert wurde.
Der Schauspieler bekam ein Engagement bei den Salzburger Festspielen in Arthur Schnitzlers Das weite Land unter der Regie von Maximilian Schell. Insgesamt war er sechs Mal bei den Salzburger Festspielenzu Gast: unter anderem in Otto Schenks Inszenierung von Was ihr wollt und in Dantons Tod mit Götz George unter Rudolf Noelte.
Neben seiner Arbeit am Theater wurde Herz-Kestranek auch schnell ein gefragter Sprecher im österreichischen Rundfunk für Hörspiele und Features und wird wegen seiner markant-sonoren Stimme immer wieder für TV-Dokumentationen gebucht. Als Synchronsprecher lieh er seine Stimme etwa bekannten Kollegen wie Oskar Werner in der zweiten Synchronfassung (1993) der Folge Playback aus der Krimireihe Columbo oder Mathieu Carrière in dem Biopic Egon Schiele – Exzesse. Vereinzelt übernahm Herz-Kestranek auch einige Aufträge aus der Werbung und sprach so zum Beispiel die ersten gezeichneten TV-Spots des österreichischen Energydrinks Red Bull Ende der 80er-Jahre.
Seit 1980 konzentriert sich Herz-Kestranek auf seine Karriere als Film- und TV-Schauspieler und arbeitet in Deutschland und in internationalen Produktionen, etwa in Italien oder England, aber auch für amerikanische TV- und Kinofilme.
Seinen Durchbruch im österreichischen Fernsehen hatte Herz-Kestranek als „Magister Liguster“ in der ORF-TV-Serie Familie Merian. Seine Einsätze als Tatort-Kommissar Ullmann wurden 1986 mit der Wahl zum beliebtesten österreichischen Tatortkommissar durch eine österreichische Tageszeitung bewertet. Kestranek spielte in mehr als 180 zum Teil internationalen TV- und Kinoproduktionen (Stand 2021).

## Filmografie (Auswahl)
- 1974: Fräulein Else
- 1974: Perahim
- 1975: Alpensaga
- 1975: Der selige Herr aus dem Parlament
- 1976: Die liebe Familie
- 1976: Abschiede (Hochzeitsreise)
- 1978: Die belgische Republik
- 1978: 1815 – Der Wiener Kongress
- 1978: Tod eines Vaters
- 1978: Das Licht der Gerechten
- 1978: Alles Leben ist Chemie
- 1979: Konzert im 7. Stock
- 1979: Das Geheimnis der alten Dame
- 1979: Steiner – Das Eiserne Kreuz, 2. Teil
- 1979: Erbschaft
- 1979: Die Alpensaga
- 1980: Attentat in Gastein
- 1980: Klausenberger Geschichten
- 1981: Der Repräsentant
- 1991: Anna Berg
- 1981: Der Narr von Wien
- 1981: Familie Merian
- 1981: Firefox
- 1982: Die Güte der Fürsten
- 1982: Die liebe Familie
- 1982: Familie Merian
- 1982: Klausenberger Geschichten
- 1982: Der exekutierte Mensch
- 1983: Capri – Musik die sich entfernt
- 1983: Kudlich
- 1983: Der Leutnant und sein Richter
- 1983: Wagner – Das Leben und Werk Richard Wagners
- 1983: Goldene Zeiten II
- 1984: Weltuntergang
- 1984: Der Turm
- 1984: Flucht Ohne Ende
- 1984: Tatort – Der Mann mit den Rosen (als Assistent Franz Ullmann)
- 1985: Tatort – Fahrerflucht (als Assistent Franz Ullmann)
- 1985: Tatort – Nachtstreife (als Assistent Franz Ullmann)
- 1985: Tal der Pappeln
- 1985: Achtunddreissig
- 1985: Alles Komödie
- 1985: Merken Sie sich dieses Gesicht
- 1986: Ein Porträt für Mario
- 1986: Wie den eigenen Sohn
- 1986: Marionetten
- 1986: Eine Minute dunkel macht uns nicht blind
- 1986: Moselbrück
- 1986: Tatort – Der Schnee vom vergangenen Jahr (als ermittelnder Journalist Lutinsky)
- 1987: Bravissimo
- 1987: Hafendetektiv
- 1987: Der Schatz des Kaisers
- 1987: Ein Mann nach meinem Herzen
- 1988: In Zeiten wie diesen
- 1988: Kaffeehausgeschichte
- 1988: Wie würden Sie entscheiden
- 1989: Moselbrück
- 1989: Wenn das die Nachbarn wüßten
- 1989: Eurocops
- 1989: Die Strauß-Dynastie
- 1990: Der Meister des Jüngsten Tages
- 1990–2000: SOKO 5113 (Fernsehserie, drei Folgen)
- 1990: Der Erfolg Ihres Lebens
- 1991: The Mixer
- 1991: Wolfgang Amadeus Mozart
- 1992: Der Diamant des Geisterkönigs
- 1992: Der Fall Lucona
- 1992: Und morgen der Opernball
- 1993: Wirklich schade um Papa
- 1993: Familie Merian
- 1993: Im Kreis der Iris
- 1993: Peter Strohm
- 1993: Der exekutierte Mensch
- 1994: Radetzkymarsch
- 1994: Ein unvergessenes Wochenende in den Schweizer Alpen
- 1994: Hochzeitsreisen
- 1994: Die Nacht der Nächte
- 1994: Fitness
- 1994: Geschichten aus Österreich
- 1994: Iris & Violetta
- 1994: Tonino und Toinette
- 1995: Alice auf der Flucht
- 1995: Daniel, Philipp und das Wunder der Liebe
- 1995: Das Kapital
- 1995: Drei in fremden Betten
- 1995: Ein Mann in der Krise
- 1995: Schlosshotel Orth
- 1996: Die Unzertrennlichen
- 1996: Die Eisenstraße
- 1996: Klinik unter Palmen
- 1996: Eifersucht – eine tödliche Falle
- 1996: Drei Tage Angst
- 1996: Weißblaue Geschichten
- 1996: Katrin ist die Beste
- 1997: Sardtsch
- 1997: Infoline
- 1997: Alle meine Töchter
- 1997: Kommissar Rex
- 1998: Derrick - Herr Kordes braucht eine Million
- 1998: JETS – Leben am Limit
- 1998: Kanadische Träume
- 1998: Weißblaue Geschichten
- 1998: Drei Tage Angst (Fernsehfilm)
- 1999: Der Bulle von Tölz: Tod am Hahnenkamm
- 1999: Rosamunde Pilcher – Möwen im Wind
- 1999: SOKO 5113
- 1999: Sophie – Sissis kleine Schwester
- 1999: Kanadische Träume – eine Familie
- 2000: Donna Leon – Vendetta
- 2000: Alle meine Töchter
- 2000: Der Bestseller
- 2000: Schlosshotel Orth
- 2000: Sinan Toprak ist der Unbestechliche
- 2000: Stimme des Herzens
- 2001: Liebe unter weißen Segeln
- 2001: Sass
- 2001: Die Kumpel
- 2001: Uprising
- 2002: Das unbezähmbare Herz
- 2002: Die Rosenheim-Cops
- 2002: Zwei Seiten der Liebe
- 2002: Mit Herz und Handschellen
- 2002: The Poet
- 2003: Mai Storia D‘Amore in Cucina
- 2003: Alles Glück dieser Erde
- 2003: Mädchen, Mädchen
- 2003: Mein Mann, mein Leben und du
- 2003: Wilde Engel
- 2003: Der Fürst und das Mädchen
- 2004: Weißblaue Wintergeschichten
- 2004: Der letzte Zeuge
- 2004: Die Patriarchin
- 2004: Klimt
- 2004: Mit Herz und Handschellen
- 2004: Rose unter Dornen
- 2005: Alpenglühen 2 – Liebe versetzt Berge
- 2005: Der letzte Zeuge
- 2005: Agathe kann’s nicht lassen
- 2005: Der Fürst und das Mädchen
- 2005: Die Spur im Schnee
- 2005: Im Tal der wilden Rosen
- 2005: Liebes Leid und Lust
- 2005: Rosamunde Pilcher – Segel der Liebe
- 2005: Weißblaue Wintergeschichten
- 2006: Im Tal der wilden Rosen – Was das Herz befiehlt
- 2006: Herzdamen
- 2006: Störtebeker
- 2006: La Freccia Nera
- 2006: König der Herzen
- 2007: Utta Danella – Tanz auf dem Regenbogen
- 2007: Der Bibelcode
- 2007: Doctor’s Diary
- 2007: Inga Lindström – Ein Wochenende in Söderholm
- 2007: SOKO Donau
- 2007: Zodiak – Der Horoskop-Mörder
- 2008: Der Tote im Elchwald
- 2008: Johanna – Köchin aus Leidenschaft
- 2008: SOKO Leipzig
- 2008: Zwei Ärzte sind einer zuviel
- 2009: Der Fall des Lemming
- 2009: Ausgerechnet Afrika
- 2009: Der Engelmacher
- 2009: Die Wanderhure
- 2009: Nanga Parbat
- 2010: Das Traumhotel – Sri Lanka
- 2010: Alarm für Cobra 11 – Die Autobahnpolizei
- 2010: Pius XII.
- 2011: Beate Uhse – Das Recht auf Liebe
- 2011: Der Meineidbauer
- 2011: Ein Schatz fürs Leben – Abenteuer in Panama
- 2011: Um Himmels Willen
- 2012: Fuchs und Gans
- 2012: The Other Wife
- 2012: Helden – Wenn dein Land dich braucht
- 2013: Angélique
- 2013: Um Himmels Willen
- 2015: Ein starkes Team – Beste Freunde
- 2017: Die Ketzerbraut
- 2017: Das doppelte Lottchen
- 2018: Lena Lorenz – Zwei Väter
- 2019: Vorstadtweiber
- 2019: Meiberger - im Kopf des Täters
- 2019: Schnell ermittelt

## Theater, Musical, Kleinkunst
Herz-Kestranek spielte zahlreiche wichtige Theaterrollen, unter anderem Arthur Schnitzlers Anatol am Theater in der Josefstadt und Selim Bassa in Mozarts Die Entführung aus dem Serail. Sechs Mal gastierte er bei den Salzburger Festspielen und zwölf Mal bei den Festspielen Reichenau, wo er große Haupt- und Titelrollen verkörperte, darunter den Jakobowsky in Franz Werfels Jakobowsky und der Oberst, den Leonidas in Franz Werfels Eine blaßblaue Frauenschrift, Thomas Stockmann in Henrik Ibsens Ein Volksfeind, Trigorin in Anton Tschechows Die Möwe, den Grafen in Arthur Schnitzlers Reigen, Herrn Ledig in Johann Nestroys Unverhofft, Nebel in Liebesgeschichten und Heurathssachen. Zuletzt verfasste er das Buch, führte Regie und spielte in „Schauen Sie sich das an!“, einer kabarettistischen Revue mit Texten und Liedern von Karl Farkas, Fritz Grünbaum und anderen.
2000 spielte und sang Herz-Kestranek Professor Higgins im Musical My Fair Lady im Theater von Baden. 2013 spielte und sang er den Milchmann Tevje in Anatevka im Landestheater Innsbruck. In der Spielzeit 2014/15 spielte und sang er den Don Quichotte im Musical Der Mann von La Mancha, ebenfalls am Landestheater Innsbruck.
Als Entertainer, Chansonnier und Rezitator tritt er nach wie vor regelmäßig auf. Kabarettistische Solo-Programme sind und waren neben unzähligen anderen Lachertorten – mit Schlag!, Lachertorten mit Noten – Chansons, Couplets, Texte,  a propos Wien,  Tante Jolesch trifft Frau Pollak. Dazu kommen und kamen Dutzende thematische und programmatische Leseprogramme, etwa über berühmte Autoren und große Rezitationsabende wie Goethe, Schiller, Weinheber oder Hofmannsthal – ein Leben. Inzwischen stehen immer öfter eigene Texte im Mittelpunkt seiner Solo-Abende.
Neben Österreich kamen Auftritte in Deutschland, den USA und in Israel hinzu.
Herz-Kestranek war auch Produzent und Veranstalter, etwa von 2000 bis 2004 des Wiener Advents im Wiener Museumsquartier und zwischen 1999 und 2006 des Salzkammergut-Advents in Bad Ischl, beide mit jeweils bis zu 50, zum Teil internationalen Mitwirkenden. Im Salzkammergut konzipierte er ein alpenländisches Adventsingen mit Volksmusik der Region und österreichischer Winter- und Weihnachtsliteratur zum Großteil aus eigener Feder, während das Konzept in Wien ein großstädtisch-wienerisches, literarisch-musikalisches Adventkonzert mit Musikern aus Wiener Orchestern, weihnachtlicher Schrammelmusik und Chören darstellte. Unter dem Motto „Alte Nachbarn – neue Brüder“ vereinte Herz-Kestranek den europäischen Einigungsgedanken mit musikalischen Crossover-Gästen. Beide Produktionen wurden zu Gastspielen, darunter ins Wiener Konzerthaus oder Brucknerhaus in Linz, eingeladen und waren mit bis zu 6000 Zusehern pro Saison große Publikumserfolge.

## Buchautor
Als 15-jähriger Schüler reichte er einige seiner Gedichte zu einem Literaturwettbewerb ein und gewann einen Preis, einen Vortrag seiner Lyrik im österreichischen Rundfunk. Ebenfalls im Gymnasium in Ried im Innkreis gründete er die erste Schülerzeitung dieser Schule mit dem Namen Finger und gab sie bis zur Matura heraus. Herz-Kestranek ist seither Autor und Herausgeber von insgesamt 14 Büchern, die auch mehrfach auf CD eingelesen wurden. Dazu kommen Beiträge in Anthologien sowie Artikel und Kommentare in der deutschsprachigen Presselandschaft. Ergänzt wird die schriftstellerische Tätigkeit durch zahlreiche Beiträge in Anthologien, Artikel und Kommentare zu politischen und gesellschaftspolitischen Themen.
Mittlerweile ist Herz-Kestranek unter anderem Redner für Anlässe wie Holocaustgedenken, EU-Kongressen und Eröffnungen sowie Moderator und Diskussionsleiter.
Zu weiteren Arbeitsschwerpunkten gehört, ausgehend vom eigenen Familienschicksal, die Geschichte des Exils. In diesem Zusammenhang gestaltete und drehte er anlässlich einer Lesetournee 1988 in Israel sein literarisches TV-Feuilleton Vergiss das Wort, vergiss das Land über österreichische Exilanten in Israel, das mehrmals im TV ausgestrahlt und auf einer Lesetournee in den USA gezeigt wurde. Auch sein aktives Engagement zur europäischen Einigung findet neben zahlreichen einschlägigen Artikeln, Reden und Kommentaren ihren Niederschlag. Ein großes Publikum fand Miguel Herz-Kestranek mit seinen Schüttelreimen in zwei Büchern, die zum Teil in bis zu sechs Auflagen erschienen sind, sowie mit der deutschsprachigen Schüttelreime-Website www.schuettelreime.at.

## Ehrenämter und Mitgliedschaften
- 1993 Gründer und Leiter des Österreichischen Filmschauspielerverbandes (VÖFS), seit 2003 Ehrenpräsident[13]
- 1993 bis 1995 auch Mitglied im Vorstand des Dachverbandes der Österreichischen Filmschaffenden[14]
- 2000 bis 2011 Vizepräsident des Österreichischen P.E.N.-Clubs[15]
- seit 2000 Kuratoriumsmitglied des DÖW, des Dokumentationsarchiv des österreichischen Widerstandes[16]
- seit 2000 Gründer und Präsident der Gesellschaft zur Förderung Österreichischer Advent-Kultur.
- seit 2004 Beiratsmitglied der Österreichischen Gesellschaft für Europapolitik (ÖGfE)
- 2008 bis 2018 Vizepräsident der Österreichischen Gesellschaft für Exilforschung (ÖGE)[17]
- 2012 Gründungsmitglied des BürgerInnenforums Europa 2020[18]

## Auszeichnungen
- Wahl zum beliebtesten Tatort-Kommissar in Österreich durch die Leser der Kronenzeitung (1986)
- Österreichisches Ehrenkreuz für Wissenschaft und Kunst (Oktober 2000)[19]
- Kulturehrenzeichen der Stadt Bad Ischl (2006)
- Romy-Nominierung Kategorie „beliebtester Schauspieler“ (Mai 2008)
- Botschafter der Tracht/Konrad-Mautner-Preis (2008)
- Großes Ehrenzeichen für Verdienste um das Bundesland Niederösterreich (2013)[20]
- Goldenes Ehrenzeichen für Verdienste um das Land Wien (2024)[21]

## Publikationen
- Oh käm´s auf mich nicht an! Verlag NÖ Pressehaus, 1987
- Gereimte Sammelschüttler. Mit Wortspenden geistreicher Schüttelgenossen. Brandstätter, Wien 1995, ISBN 3-85447-606-X
- Also hab ich nur mich selbst! Stefan Herz-Kestranek – Stationen eines großbürgerlichen Emigranten 1938 bis 1945. (gemeinsam mit Marie-Theres Arnbom), Böhlau, Wien 1997, ISBN 3-205-98768-3
- Mit Éjzes bin ich versehen: Erlebtes, Erdachtes und Erlachtes. (2. Auflage) Ibera, Wien 1998, ISBN 3-900436-70-3
- Mir zugeschüttelt. Neueste und allerneueste Schüttelreime aus österreichischem Volksmund von Apetlon bis Zürs. Brandstätter, Wien 1999, ISBN 3-85447-838-0
- Georg Terramare: Uns ward ein Kind geboren. Wiener Weihnachtslegenden. Miguel Herz-Kestranek (Herausgeber), Ibera, Wien 2000, ISBN 3-900436-71-1
- wos wea wo waun wia en wean: einbligge in de weana sö. Ibera, Wien 2002, ISBN 3-85052-144-3
- Wie der Auer Michl einen Christbaum holen ging. Ibera, Wien 2002, ISBN 3-85052-143-5
- Winterliches & Weihnachtliches aus dem alten Wien. Ibera, Wien 2005, ISBN 978-3-85052-203-8
- Wortmeldung – Polemiken, Pointen, Poesien. Ibera, Wien 2007, ISBN 978-3-85052-240-3
- Anny Robert: Herrlich ist's in Tel Aviv – aus der Wiener Perspektiv'. Erinnerungen. Daniela Ellmauer, Miguel Herz-Kestranek und Albert Lichtblau (Herausgeber), Böhlau, Wien 2006, ISBN 978-3-205-77301-6
- In welcher Sprache träumen Sie? Österreichische Lyrik aus Exil und Widerstand. Anthologie, Miguel Herz-Kestranek, Konstantin Kaiser, Daniela Striegl (Herausgeber), Verlag der Theodor Kramer Gesellschaft, Wien 2007, ISBN 3-901602-25-9
- Die Frau von Pollak oder: Wie mein Vater jüdische Witze erzählte. Ibera Verlag, Wien 2011, ISBN 978-3-85052-300-4
- Lachertorten-mit Schlag! 40 Jahre Lachprogramme. Ibera Verlag, Wien 2019, ISBN 978-3-85052-386-8
- Gedankenflügge, Aphorismen. Ibera Verlag, Wien 2022, ISBN 978-3-85052-411-7

## Aphorismen und Zitate
- Ich bin kein Künstler – ich bin ein Könner!
- Jeder lebt so blöd er kann.
- Schauspieler, speziell Wiener, sind so neidig, dass einer mit guter Verdauung dem Kollegen sogar dessen Verstopfung neidet.
- Jeder Schauspieler ist in 10 Sekunden ersetzbar – nur Hollywood-Stars in 20.
- Wer nicht begreift, dass Fernsehen ein Geschäft ist, wie Waschmittel oder Hosenknöpfe, ist entweder ein reiner Tor, oder hat das Medium nicht verstanden.
- Ich bin zu hundert Prozent solidarisch mit Produzenten und Sendern – ich arbeite aus exakt den gleichen Beweggründen wie sie!
- Als Fernsehschauspieler führe ich oft ein Doppelleben: Am Tag drehe ich fürs Fernsehen, am Abend bin ich intelligent.
- Mit jedem Tag meines Lebens steigt die Anzahl derer, die mich am Arsch lecken können.[22]